# Technomyrmex transiens
Technomyrmex transiens é uma espécie de formiga do gênero Technomyrmex.